# 米格尔-卡尔蒙
米格尔-卡尔蒙是巴西巴伊亚州的一个市镇。总面积1465.438平方公里，总人口26788人，人口密度18.3人/平方公里。